# Regeringen Kekkonen V

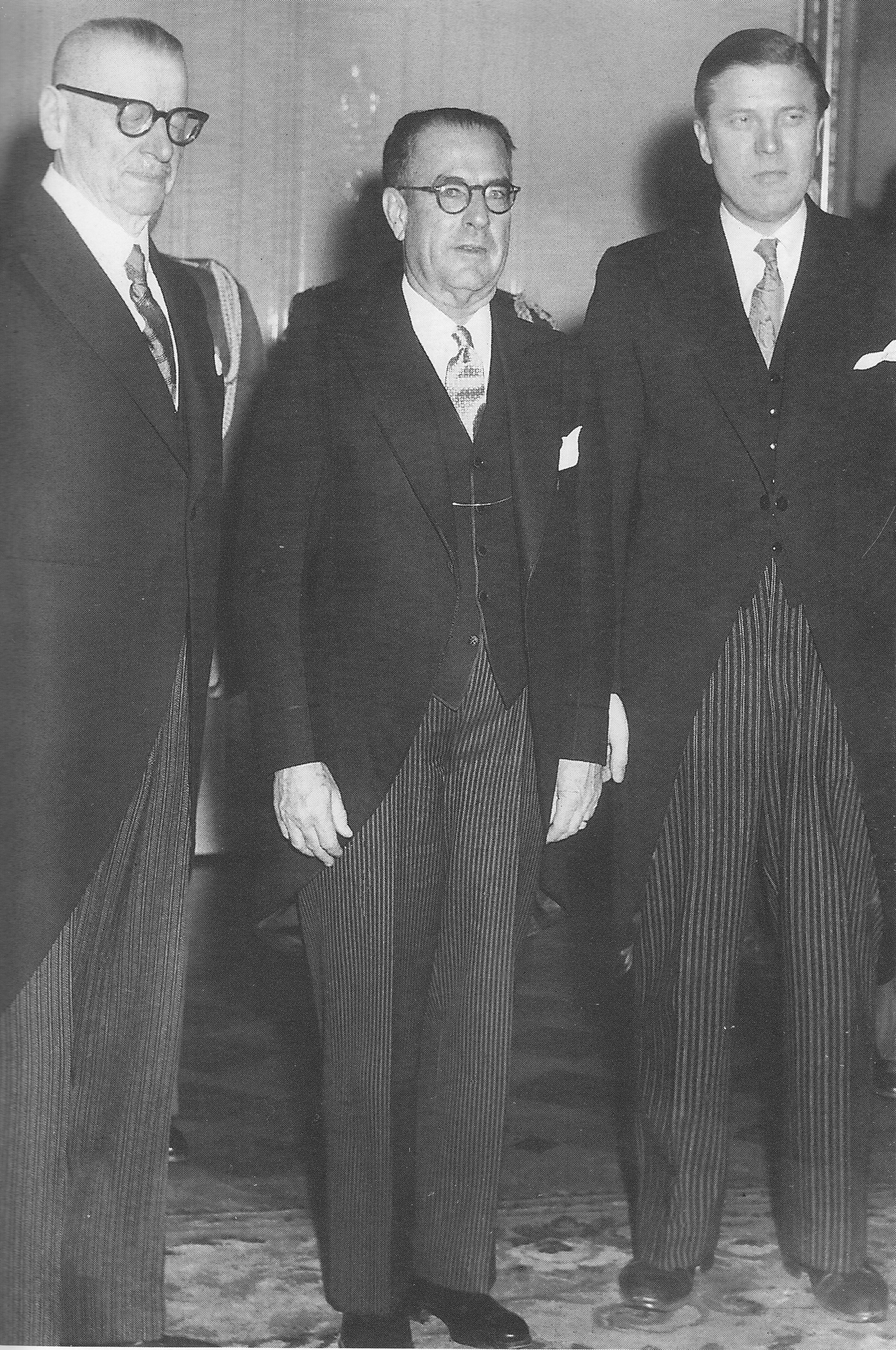
President J.K. Paasikivi tar år 1955 emot USA:s ambassadör John D. Hickerson som introduceras av utrikesminister Virolainen.

Regeringen Kekkonen V var Republiken Finlands 39:e regering bestående av Agrarförbundet och Socialdemokraterna. Ministären regerade från 20 oktober 1954 till 3 mars 1956. Från och med den 6 november 1954 ingick även en opolitisk minister i regeringen. 
Statsminister Urho Kekkonen avgick den 15 februari 1956 efter valsegern i presidentvalet 1956. Regeringen fortsatte som expeditionsministär. Befattningen som vice statsminister saknades och en sådan tillkom först under den följande regeringens ämbetsperiod. Den 26 februari 1956 avled finansminister Penna Tervo i ämbetet. Under den sista veckan av ämbetsperioden fanns det varken någon stats- eller finansminister i Kekkonens femte och sista regering. Veikko Vennamo fortsatte dock som minister i finansministeriet.
| Minister                                                                               | Ämbetsperiod                                                    | Parti         |
| -------------------------------------------------------------------------------------- | --------------------------------------------------------------- | ------------- |
| Statsminister Urho Kekkonen                                                            | 20 oktober 1954–15 februari 1956                                | Agr.          |
| Utrikesminister Johannes Virolainen                                                    | 20 oktober 1954–3 mars 1956                                     | Agr.          |
| Justitieminister Aarre Simonen Weio Henriksson                                         | 20 oktober 1954–6 november 1954 6 november 1954–3 mars 1956     | SDP opolitisk |
| Inrikesminister Väinö Leskinen Valto Käkelä                                            | 20 oktober 1954–30 september 1955 30 september 1955–3 mars 1956 | SDP           |
| Försvarsminister Emil Skog                                                             | 20 oktober 1954–3 mars 1956                                     | SDP           |
| Finansminister Penna Tervo †                                                           | 20 oktober 1954–26 februari 1956                                | SDP           |
| Minister i finansministeriet Veikko Vennamo                                            | 20 oktober 1954–3 mars 1956                                     | Agr.          |
| Undervisningsminister Kerttu Saalasti                                                  | 20 oktober 1954–3 mars 1956                                     | Agr.          |
| Jordbruksminister Viljami Kalliokoski                                                  | 20 oktober 1954–3 mars 1956                                     | Agr.          |
| Minister för kommunikationsväsendet och allmänna arbetena Martti Miettunen             | 20 oktober 1954–3 mars 1956                                     | Agr.          |
| Minister i ministeriet för kommunikationsväsendet och allmänna arbetena Hannes Tiainen | 20 oktober 1954–3 mars 1956                                     | SDP           |
| Handels- och industriminister Aarre Simonen                                            | 20 oktober 1954–3 mars 1956                                     | SDP           |
| Socialminister Onni Peltonen                                                           | 20 oktober 1954–3 mars 1956                                     | SDP           |
| Minister i socialministeriet Tyyne Leivo-Larsson Hannes Tiainen                        | 20 oktober 1954–3 mars 1956                                     | SDP           |